# Château de Skokloster
Le château de Skokloster est un château suédois de style baroque, construit au XVIIe siècle sur les rives du lac Mälar entre Stockholm et Uppsala.
Skokloster est considéré[réf. nécessaire] comme l’un des plus remarquables châteaux baroques d’Europe, et le plus représentatif de la période de faste qu’a été l’Empire suédois.

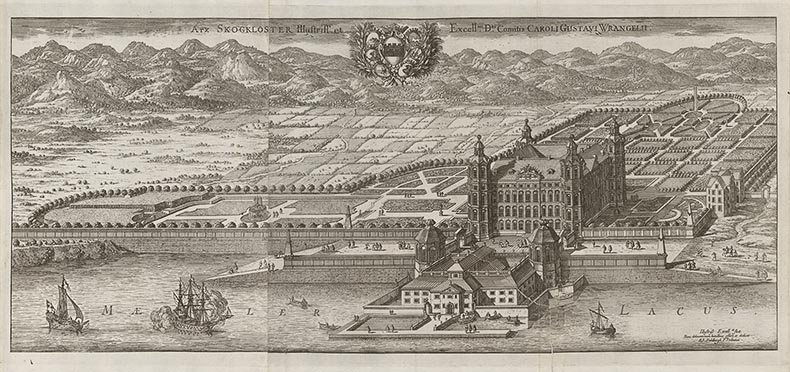
Gravure réalisée entre 1690 et 1710.

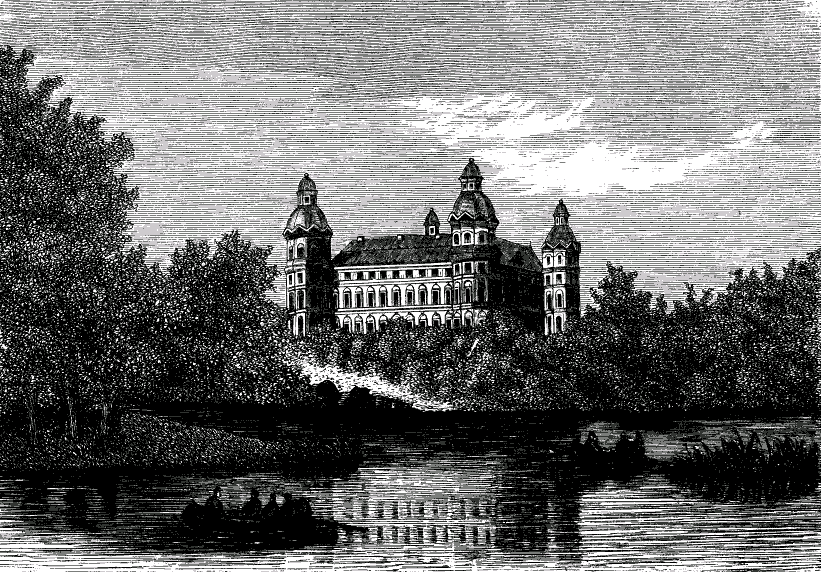
Skokloster en 1866.

## Historique
Le château est bâti par le militaire et homme d’État suédois Carl Gustaf Wrangel, peu après la fin de la guerre de Trente Ans durant laquelle il s’était impliqué. La construction débute en 1654, et le gros-œuvre est achevé en 1670 ; les architectes Jean de La Vallée, Casper Vogell (de) et Nicodème Tessin l’Ancien ont travaillé sur le projet.
Six ans plus tard, Wrangel meurt et est enterré dans le caveau familial, non loin du château. Celui-ci ne sera jamais vraiment achevé : les travaux sont arrêtés, et la grande salle de bal est depuis cette époque conservée telle que les constructeurs l’ont laissé à l'été 1676, avec leurs outils. La demeure passe aux mains de la famille Brahe.
Dans les années 1930, c’est la famille von Essen qui hérite du domaine ; elle s’en sépare le 23 février 1967, cédant le château et ses collections à l’État suédois, pour 25 millions de couronnes. Le château est rénové en 1971 dans le respect des traditions, sous la direction de l’architecte Ove Hidemark (sv). Il est finalement ouvert au public.

## Description

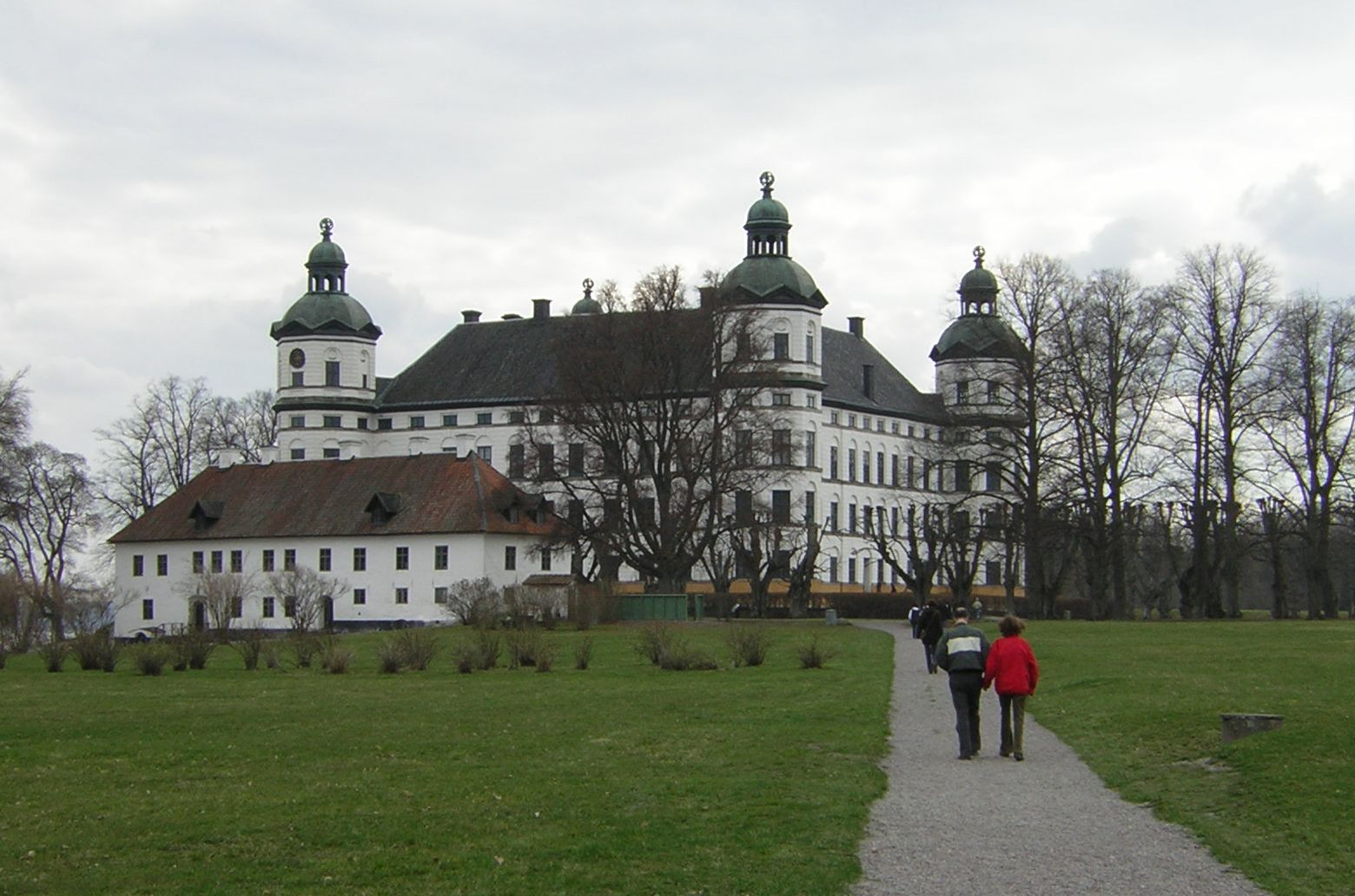
Vue générale de l’édifice.

Le château est typique de la faste période impériale de la Suède, dans le milieu du XVIIe siècle. C’est un exemple admirable d’édifice de style baroque. Il est construit selon un plan carré avec quatre tours d’angle octogonales et une cour. Les installations de bord de lac, prévues dans le projet, n’ont en revanche pas été réalisées.
Les chambres possèdent une importante collection de peintures, meubles, textiles, vaisselle, etc. de près de 50 000 objets répertoriés, datés d’entre 1550 et 1850. L’arsenal et la bibliothèque sont particulièrement notables : la collection d’armes de Wrangel s’est vue complétée aux XVIIe et XVIIIe siècles de celle des Brahe, puis de celle de Carl-Gustaf, comte de Bielke.
Annuellement vers la fin de l’été, entre 1993 et 2007, le château a servi de cadre à des festivités médiévales, la Skoklosterspelen. Le musée de l’Automobile, situé un temps non loin du château, a été déplacé à Simrishamn à l’été 2008. À proximité du château, se situe l’église de Skokloster (sv), ancienne abbatiale médiévale de l’abbaye de Sko (Sko kloster, en suédois).

## Sources
1. ↑  (sv) Per-Erik Lindorm, Panorama 67 : en bokfilm, Stockholm, Albert Bonniers förlag, 1967, p. 72